# Ambroise Brugière
Antoine Ambroise Brugière, né le 4 avril 1911 à Messeix (Puy-de-Dôme) et mort le 26 avril 1963 à Clermont-Ferrand (Puy-de-Dôme), est un médecin et homme politique français.

## Détail des fonctions et des mandats
- Mandat municipal

1945-1963 : adjoint de la section de Montferrand
- Mandat départemental

1945-1963 : conseiller général du Puy-de-Dôme 
- Mandat parlementaire

25 novembre 1962 - 26 avril 1963 : Député de la 1re circonscription du Puy-de-Dôme

## Hommage
Il existe un boulevard et un lycée Ambroise-Brugière à Clermont-Ferrand.